# دار الحجل (حريضة)
'

تعديل مصدري - تعديل

دار الحجل هي إحدى قرى عزلة حريضة بمديرية حريضة التابعة لمحافظة حضرموت، بلغ تعداد سكانها 49 نسمة حسب تعداد اليمن لعام 2004.